# Polyeucte (Dukas)
Polyeucte es una obertura para orquesta compuesta por Paul Dukas en 1891 sobre la tragedia del mismo nombre de Pierre Corneille. Dukas hizo su debut público con el estreno de esta obertura el 23 de enero de 1892 en los Conciertos Lamoureux de París.
Después de un año y medio en el ejército, Dukas se puso a trabajar en la obertura en 1891 y después del estreno en París fue interpretada de nuevo por Eugène Ysaÿe en Bruselas y Sylvain Dupuis en la Lieja.